# Chikola (Singida)
Chikola è una circoscrizione rurale (rural ward) della Tanzania situata nel distretto di Manyoni, regione di Singida. Conta una popolazione di 12 334 abitanti (censimento 2012).